# پرواز مرغابی‌ها
پرواز مرغابی‌ها فیلمی به کارگردانی علی شاه حاتمی و نویسندگی زهرا شاه حاتمی، علی شاه حاتمی محصول سال ۱۳۸۸ است.

## بازیگران
- محمدرضا ناجی
- کیهان ملکی
- مهران غفوریان
- مهران رجبی
- نیلوفر محمودی
- رحمان باقریان
- حسین قاسمی هنر